# Juraj Pavlín Bajan
Juraj Pavlín Bajan (12. dubna 1721, Vrádište, Uhersko - 15. července 1792, Skalica, Uhersko) byl slovenský františkánský kněz, kazatel, varhaník, hudební skladatel, autor mešních sborníků a kancionálu a jedna z významných postav slovenského baroka.

## Životopis
Pocházel z měšťanské rodiny, jeho otec byl řezníkem. Dětství prožil v Skalici, kde získal u skalických jezuitů i vzdělání. Tam studoval zpěv a hudbu. Byl také výtvarně nadaný, ale před studiem výtvarných umění dal přednost církevní dráze. V roce 1740 vstoupil do kláštera v Pruskem, kde dostal řeholní jméno Pavlín. Studoval filozofii a teologii v klášterech v Jágru, Vacově a Levicích. V roce 1746 byl v Trnavě vysvěcen za kněze. Mezi jeho nejvýznamnější působiště patří Hlohovec, Beckov a Skalica. Na stáří oslepl a trpěl chorobou nohou.

## Tvorba
Je autorem třinácti větších hudebních děl. V rukopise se zachovalo devět svazků drobných skladeb - sbírek duchovních kompozic na slovenské i latinské texty, většinou pro jeden či dva sólové hlasy a sbor s varhanním doprovodem. Jeho tvorbu silně ovlivňoval folklór, zejména západoslovenské, ale i moravské lidové písně. Při komponování vánočních mší vkládal do latinských liturgických textů slovenské interpelace, často se silným rustikálním důrazem. Byl významným předchůdcem zakladatelů slovenské národní hudby.
Z jeho tvorby jsou nejznámější svazky třiceti latinských mší Harmonia Seraphic - Serafínska harmonie (1755), Slovenská chrámových písní, tzv.. Pruštiansky kancionál (1758), propracovaných dřívějších skladeb Harmonia Seraphic Missarum - Serafinská harmonie mší (1761) a další. Sestavil i dva slovenské zpěvníky - tzv.. Beckovský (1758) a Skalický (1783).
Ještě během pobytu ve Vacově (1745- 1746) napsal latinský spis z morální teologie, obsahuje 12 traktátů o jednotlivých svátostech a problémech lidského svědomí i desatera (více než 700 stránkový latinský rukopis).
Výsledky jeho kazatelské činnosti jsou shrnuty ve čtyřech rukopisných svazcích: Devoto Sermone in Dominica omnes ab Adventu usque ad Pascha inclusive (Zbožné kázání na všechny neděle od Adventu do Velikonoc); Devoto Sermone in Dominica omnes a Dopminica Albis usque ad finem anni (Zbožné kázání na všechny neděle od Bílé neděle až do konce roku) ; Devoto Sermone in festa Beattissimae Virginis Mariae et Sanctorum totius anni (Zbožné kázání na svátky Blahoslavené Panny Marie a svatých celého roku); Devoto Sermone quadragesimales de Passione Domini (Zbožné kázání postní o utrpení Páně). Obsahují přes 600 kázání. Vydané knižně nebyly.